# راينهارد غوستاف بول كنوث
راينهارد غوستاف بول كنوث (1874-1957) (بالإنجليزية: Reinhard Gustav Paul Knuth)‏ هو عالم نبات ألماني.